# Stanley Shoveller
Stanley Howard Shoveller (Kingston Hill, 2 september 1881 - Broadstone, 24 februari 1959) was een Brits hockeyer. 
Met de Britse ploeg won Shoveller de olympische gouden medaille in 1908 en 1920. 

## Resultaten
- 1908  Olympische Zomerspelen in Londen
- 1920  Olympische Zomerspelen in Antwerpen